# Walter Massey
Pour les articles homonymes, voir Massey.
Walter Edward Hart Massey (19 août 1928 à Toronto - 4 août 2014) est un acteur québécois.

## Biographie
Massey est membre de la famille Massey (en) et est le fils de Denton Massey (1900-1984), député progressiste-conservateur de Greenwood de 1935 à 1945.

## Filmographie

### comme acteur
- 1956 : Les Belles Histoires des pays d'en haut (série TV): Don Doresson
- 1958 : Now That April's Here : John Williams (segment "A Sick Call")
- 1959 : A Cool Sound from Hell
- 1969 : Seuls les enfants étaient présents (Don't Let the Angels Fall) : sergent de police
- 1970 : Espolio (voix)
- 1971 : Y'a plus de trou à percer (Loving and Laughing)
- 1971 : Family Court (série TV) : Court Clerk
- 1977 : Duplessis (feuilleton TV) : George Marler
- 1978 : Canada Vignettes: Hudden and Dudden and Donald O'Neary (voix)
- 1978 : Les Liens de sang de Claude Chabrol : Mr Lowery
- 1978 : Tomorrow Never Comes : Sergent
- 1978 : Deux Solitudes (Two Solitudes) : Major
- 1978 : Jacob Two-Two Meets the Hooded Fang : le père
- 1979 : Bravery in the Field : Policier
- 1980 : The Littl' Bits (série TV) : Voix
- 1980 : Mori no youki no kobito-tachi: Berufi to rirubitto (série TV) : Voix
- 1980 : Amber Waves (TV)
- 1980 : Les Espions dans la ville (Agency) : Ministre
- 1981 : Happy Birthday to Me : Conventioneer Leader
- 1981 : Gas : Major Bright
- 1981 : Haute surveillance (Black Mirror) : le père de Julie
- 1982 : Les Jeunes adultes (en) (Hard Feelings) de Daryl Duke : Mr Fitch
- 1983 : The Contour Connection : Narrateur (voix)
- 1983 : La Course vers le pôle (Cook & Peary: The Race to the Pole) (TV) : Theodore Roosevelt
- 1984 : L'Hôtel New Hampshire (The Hotel New Hampshire) de Tony Richardson : Texan
- 1984 : Koara bôi Kokkî (série TV) : Papa (voix)
- 1984 : Evil Judgement : Ron / Robertson
- 1984 : Mrs. Soffel : District Attorney
- 1985 : Blue Line : le père
- 1985 : Discussions in Bioethics: Happy Birthday
- 1985 : The Blue Man (TV) : John Westmore
- 1985 : Breaking All the Rules : Charlie
- 1986 : Spearfield's Daughter (feuilleton TV) : Bronowski
- 1986 : Zombie Nightmare : Mr Peters
- 1986 : The Boy in Blue de Charles Jarrott : Mayor
- 1987 : Future Block
- 1987 : Un zoo la nuit : Mr. Chagnon
- 1987 : Shades of Love: Lilac Dream (vidéo) : Ezra
- 1987 : First Journey, Fort William : Narrateur (voix)
- 1988 : No Blame (TV) : Mr Donaldson
- 1988 : Of Dice and Men (voix)
- 1988 : Lance et compte : Deuxième saison (feuilleton TV) : Bill Simpson
- 1989 : Whispers : Bank Manager
- 1989 : Baron Münchhausen in a Whale of a Tale: A German Legend (voix)
- 1989 : Malarek : Judge
- 1989 : Red Earth, White Earth (TV) : Doc
- 1989 : Jacknife : Ed Buckman
- 1990 : State Park : Rancewell
- 1990 : Snake Eater II: The Drug Buster : Judge
- 1991 : Nelligan : Lord Van Horne
- 1991 : The Little Flying Bears (série TV) : Plato
- 1991 : Second Début (voix)
- 1991 : Samouraï Pizza Cats (série TV) : Guru Lou and Crow Magnon (Bad Max) (voix)
- 1992 : La Conquête de l'Amérique I
- 1992 : Double or Nothing: The Rise and Fall of Robert Campeau
- 1993 : David Copperfield (TV) : Additional Voices (voix)
- 1994 : The Maharaja's Daughter (feuilleton TV) : Dr. Donnelly
- 1994 : Mrs Parker et le Cercle vicieux (Mrs. Parker and the Vicious Circle) d'Alan Rudolph : Phillip, le producteur
- 1996 : Arthur (série TV) : Principal Herbert Haney (voix)
- 1996 : Night Hood (série TV) : Insp. Ganimard (voix)
- 1997 : Lassie (série TV) : Dr. Donald Stewart
- 1999 : Dead Silent : Nate Henderson
- 1999 : Monet: Shadow and Light (TV) : Leduc
- 1999 : Bonanno: A Godfather's Story (TV) : Don Calo Schiro
- 2000 : For Better or for Worse (série TV) : Voix
- 2000 : Le Fantôme de Sarah Williams (Waking the Dead) de Keith Gordon : Otto Ellis
- 2001 : Varian's War (TV) : Sydney
- 2002 : The Stork Derby (TV) : Mr. Walden
- 2003 : Vive les fêtes ! Un film avec Caillou (en) (vidéo) : Santa (voix)
- 2004 : Arthur's Halloween (vidéo) : Principal Herbert Haney
- 2005 : Un parcours de légende (The Greatest Game Ever Played) de Bill Paxton  : Président Taft